# Apiciopsis subsignata
Apiciopsis subsignata là một loài bướm đêm trong họ Geometridae.